# Gunvor
Gunvor est une entreprise de commerce d'énergie enregistrée à Cyprus et dont les principaux centres opérationnels sont basés à Genève et Singapour. Elle est spécialisée dans le commerce, le transport et le stockage de produits pétroliers et autres produits issus de l'industrie pétrolière. Elle est le troisième trader de pétrole brut au monde après Glencore et Vitol.
Elle a été créée en 1997 par Guennadi Timtchenko et Torbjörn Törnqvist (sv), qui la contrôle,. C'est une société privée, détenue à hauteur de 88% par Tönrqvist, le reste de son capital est détenu par des employés.
À l'origine, son fournisseur principal était la Russie, mais la société est aujourd'hui présente sur les marchés africains, asiatiques et américains.
Gunvor est un mot d'origine scandinave signifiant « prudent au combat ».

## Historique
Gunvor a été créé en 1997 par Guennadi Timtchenko et Torbjörn Tönrqvist. La société a lancé ses activités à Genève en 2003.
Selon le Financial Times, la société était jusqu'en 2007 un « acteur de niche » du secteur pétrolier, spécialisé dans l'exportation de pétrole russe via l'Estonie et dont les opérations reposent sur le savoir-faire de ses deux fondateurs, spécialistes du marché russe et des infrastructures de transport.
Torbjörn Törnqvist est un homme d'affaires suédois né en 1953 et spécialiste du secteur pétrolier. Il a notamment occupé des fonctions importantes chez BP. Guennadi Timtchenko est un ressortissant finlandais né à Leninakan en Arménie soviétique en 1952. Lors de la perestroika, il a été l'un des premiers à exporter du pétrole russe vers l'Europe de l'Ouest, à partir de la raffinerie de Kirichi (région de Léningrad).
En 2007, Gunvor exportait 83 millions de tonnes de pétrole et de produits pétroliers (60 millions de tonnes en 2006) et, selon une interview de Torbjörn Törnqvist dans le magazine d'affaires suédois Affars Valden, les objectifs de Gunvor pour 2009 étaient compris entre 110 et 115 millions de tonnes pour un chiffre d'affaires de 43 milliards de dollars.
Le chiffre d'affaires de la société était d'environ 70 milliards de dollars en 2008, et de 50 milliards en 2009.
En 2009, Gunvor a effectué des investissements importants dans la construction de terminaux pétroliers, notamment dans le port d'Ust-Luga dans la mer Baltique. En septembre 2009, le terminal a été vendu à Transneft.
En septembre 2009, l’entreprise a effectué son premier investissement direct dans l'exploration pétrolière en acquérant 30 % du bloc Lagansky dans la mer Caspienne. Le champ pétrolier, dont les parts ont été rachetées à Lundin Petroleum, a des réserves prouvées de plus de 230 millions de barils.
En mai 2012, Gunvor se porte acquéreur de la raffinerie d'Anvers auprès de Petroplus, alors en faillite. Quelques mois plus tard, il rachète également celle d'Ingolstadt.

## Logistique et infrastructure
Gunvor investit dans la construction d'infrastructures de stockage, de terminaux pétroliers, mais également dans des sociétés de transport maritime ou de fret, ce qui offre à la société selon Torbjörn Törnqvist « un avantage comparatif sur ses concurrents. »
Selon le site officiel de l'entreprise, Gunvor est notamment associée à une société de transport ferroviaire spécialisée dans le transit de produits pétroliers (Transoil) et possède sa propre société de transport maritime, Clearlake Shipping Ltd, qui transportait en 2006 30 % du pétrole brut transitant par la mer Baltique (20,5 millions de tonnes).
Selon le magazine spécialisé Nefte Compass, les exportations de pétrole russe opérées par Gunvor ont été multipliées par 16 entre février 2002 et février 2008. La société contrôle 60 % des volumes transitant par l'Estonie et 41 % de ceux transitant par le port russe de Primorsk, près de Saint-Pétersbourg.

## Controverses
En janvier 2012, une procédure pénale est ouverte en Suisse concernant les marchés pétroliers liant Gunvor et le gouvernement congolais, pour soupçon de blanchiment d'argent,. L'enquête toujours en cours cherche notamment à déterminer dans quelle mesure des transactions bancaires complexes d'un montant total de plus de 30 millions de dollars étaient connues des cadres de l'entreprise. Ces transferts ont en effet très probablement servi pour des transactions de corruption avec des proches du gouvernement congolais. La société genevoise attribue la responsabilité de ces transactions à un employé, Pascal C., depuis licencié et lui-même en procédure judiciaire contre Gunvor.
L'ONG suisse Public Eye soutient que cette défense de Gunvor est invalidée par son enquête (publiée en septembre 2017), pointant des incohérences dans la défense de Gunvor et faisant notamment référence à une vidéo reçue par le procureur chargé de l'affaire. Celle-ci témoigne de certaines stratégies de corruption et de blanchiment d'argent entre l'entreprise et des proches du gouvernement congolais. D'après Public Eye, les affaires de Gunvor au Congo ont généré un profit supérieur à 100 millions de dollars.
Le 28 août 2018, la justice suisse condamne l'employé Pascal C. pour des faits de corruption en Côte d’Ivoire et au Congo. Cette condamnation à dix-huit mois de prison avec sursis est le résultat d’une entente passée avec les enquêteurs suisses. Il a avoué des faits de corruption touchants notamment la présidence de la République du Congo et les enquêteurs ont pu mettre au jour un système de commissions occultes pour un montant global de 12,84 millions d’euros.
Le 1er mars 2024, le ministère public suisse condamne l'entreprise à une amende de 4,3 millions pour sa responsabilité pénale en lien avec des actes de corruption en Equateur. Cette affaire a également fait l'objet d'une procédure aux Etats-Unis débouchant sur une amende de plusieurs centaines de millions de dollars. Dans le volet suisse du dossier, l'entreprise genevoise devra payer un montant de près de 86,7 millions de francs, dont l'amende de 4.3 millions.